# Otto Julius Zobel
Otto Julius Zobel
(20 de octubre de 1887 - enero de 1970) fue un ingeniero de diseño estadounidense que trabajó para la American Telephone & Telegraph Company (AT&T) durante la primera mitad del siglo XX. Los trabajos de Zobel en el diseño de filtros fueron revolucionarios y dieron lugar, en relación con la obra de John R. Carson, a importantes avances comerciales de AT&T en el ámbito de la multiplexación por división de frecuencia (FDM) en las transmisiones de los teléfonos.
Aunque gran parte de los trabajos de Zobel han sido superados por otros diseños de filtros más modernos, siguen siendo la base de la teoría del filtro, y sus papeles todavía son referidos en la actualidad. Zobel inventó el filtro de tipo-m y el filtro de resistencia constante, que sigue en uso.

Zobel y Carson ayudaron a establecer la naturaleza del ruido en los circuitos eléctricos, para concluir que, en contra de la creencia general, no es ni siquiera teóricamente posible filtrar totalmente el ruido y que este será siempre un factor limitante en lo que es posible transmitir. Así, se prevé la obra posterior de Claude Shannon, quien mostró cómo la tasa de información teórica de un canal estaba relacionada con el ruido del canal.

## Biografía
Otto Julius Zobel nació el 20 de octubre de 1887 en Ripon, Wisconsin. Estudió en el Ripon College, donde recibió su licenciatura en 1909 con una tesis sobre el tratamiento teórico y experimental de los condensadores eléctricos. Más tarde recibió un premio Distinguished Alumnus de Ripon. Después pasó a la Universidad de Wisconsin y se graduó con una maestría en física en 1910. Zobel obtuvo una estancia en la Universidad de Wisconsin como instructor de física desde 1910 hasta 1915, y obtuvo su doctorado en 1914. Su tesis trató el tema de la «conducción térmica y la radiación». En 1913, fue coautor de un libro sobre la geofísica de la termodinámica. Desde 1915 hasta 1916 fue profesor de física en la Universidad de Minnesota. Después de trasladarse a Maplewood, Nueva Jersey, se unió a AT&T en 1916, donde trabajó en técnicas de transmisión. En 1926, todavía con la empresa, se mudó a Nueva York; y en 1934 se trasladó a Bell Telephone Laboratories (Bell Labs), el organismo de investigación creado en conjunto por AT&T y Western Electric unos años antes.
La última patente de su prolífica lista ocurrió en los Laboratorios Bell, en la década de 1950, momento en el cual residía en Morristown, Nueva Jersey, donde moriría, en enero de 1970.

## Conducción térmica

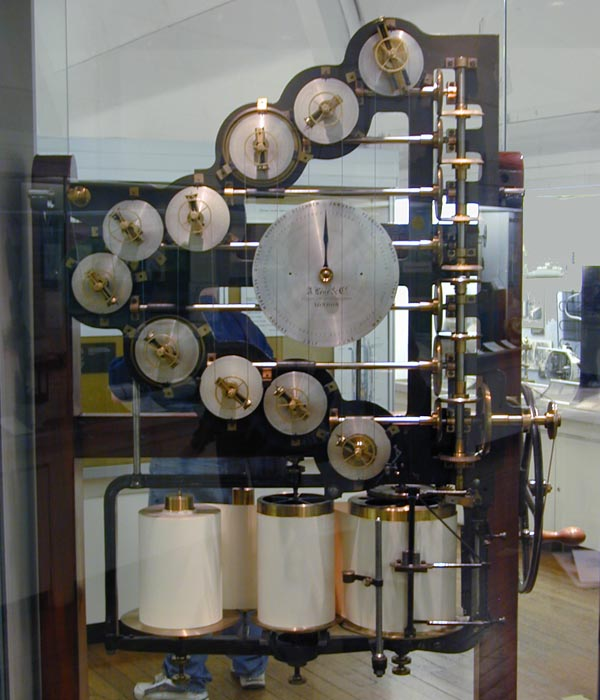
Analizadores de armónicos, creados por Lord Kelvin, destinados a ser utilizados para la predicción de las mareas. Ingersoll y Zobel encontrado este diseño de uso limitado para el análisis de Fourier, debido al número muy reducido de medidas de frecuencias.

Zobel no continuó sus primeros trabajos en la conducción del calor durante su carrera posterior. Hay, sin embargo, algunas conexiones interesantes. Lord Kelvin en sus primeras obras en la línea de transmisión derivó las propiedades de la línea eléctrica por analogía con la conducción del calor. Esto se basa en la ley de Fourier y la ecuación de conducción de Fourier. Ingersoll y Zobel describieron el trabajo de Kelvin y de Fourier en su libro y el enfoque de Kelvin a la representación de funciones de transmisión, por consiguiente, habría sido muy familiar para Zobel. Por lo tanto, no sorprende que en el documento de Zobel en el filtro de onda eléctrica hay una representación muy similar a la que se encuentra para la función de transmisión de los filtros.
Las soluciones a la ecuación de Fourier pueden ser proporcionadas por las series de Fourier. Con la tecnología moderna tal cálculo es trivialmente fácil, pero Ingersoll y Zobel recomienda el uso de los analizadores de armónicos, que son la contrapartida mecánica de analizadores de espectro de hoy. A estas máquinas se suman oscilaciones mecánicas de varias frecuencias, las fases y amplitudes mediante la combinación de ellos a través de un conjunto de poleas o manantiales, uno para cada oscilador. En el proceso inverso también es posible conducir el vehículo con la función y la medición de los componentes de Fourier en términos de producción.

## Antecedentes de investigación de AT&T
Después de la obra de John R. Carson en 1915 se puso de manifiesto que las transmisiones multiplexadas telefónicas podría mejorarse en gran medida por el uso de la banda lateral única portadora suprimida de transmisión (SSB). En comparación con la de modulación de amplitud de base (AM)] SSB tiene la ventaja de tener la mitad del ancho de banda y una fracción de la potencia (en la banda lateral no se puede tener más del 1/6 de la potencia total y por lo general sería mucho menos). Los AM analizados en el dominio de la frecuencia se compone de un soporte y dos bandas laterales. La frecuencia de transmisión en AM representa a la mayoría de las potencias transmitidas, pero no contiene información alguna. Las dos bandas laterales contienen información idéntica por lo que solo una es necesaria, al menos desde un punto de vista de transmisión de información. Hasta este punto había sido filtrado por simples circuitos sintonizados. Sin embargo, SSB requiere una respuesta plana en la banda lateral de interés y el rechazo máximo de la banda lateral de otros con una transición muy fuerte entre los dos. Como la idea era poner otra señal (completamente diferente) en la ranura dejado vacante por la banda lateral no deseada, era importante que todos los rastros fueran retirados para evitar interferencias. En la misma distorsión en un tiempo mínimo (es decir, respuesta plana) es obviamente deseable que la banda lateral se conserve. Esta exigencia llevó a un gran esfuerzo de investigación en el diseño de filtros de ondas eléctricas.
George A. Campbell y Zobel trabajaron en este problema de la extracción de una banda lateral a partir de una ola compuesta de amplitud modulada para su uso en canales telefónicos de multiplexación, el problema de conexión de la extracción (de-multiplexado) y la señal en el otro extremo de la transmisión.
Inicialmente la gama que se usaba para la banda base utilizada cambio de 200 Hz a 2500 Hz, pero más tarde la Unión Internacional de Telecomunicaciones estableció un estándar de 300 Hz a 3,4 kHz con un interlineado 4 kHz. Así, el filtrado estaba obligada a ir totalmente para detenerlo completamente en el espacio de 900 Hz. Esta norma de la telefonía se encuentra todavía en uso hoy en día y se mantuvo en uso generalizado hasta que comenzó a ser suplantada por las técnicas digitales de la década de 1980 en adelante.
Campbell había utilizado con anterioridad la condición descubierta en la obra de Oliver Heaviside para la transmisión sin pérdidas para mejorar la respuesta de frecuencia de las líneas de transmisión que utiliza agrupados inductores de componentes (bobinas de carga). Cuando Campbell empezó a investigar el diseño eléctrico del filtro de onda en 1910, este trabajo, naturalmente, lo llevó a los filtros con topología en escalera de red mediante condensadores e inductores. Filtros de paso bajo, paso alto y de paso de banda fueron diseñados. Sharper dio el recorte y el mayor rechazo a dejar la banda a cualquier especificación de diseño arbitrario, que podría lograrse solo mediante el aumento de la longitud de la escalera. Los filtro de diseños utilizados por Campbell fueron descritos por Zobel como filtros constante k aunque esto no fue un término usado por el propio Campbell.

## Innovaciones

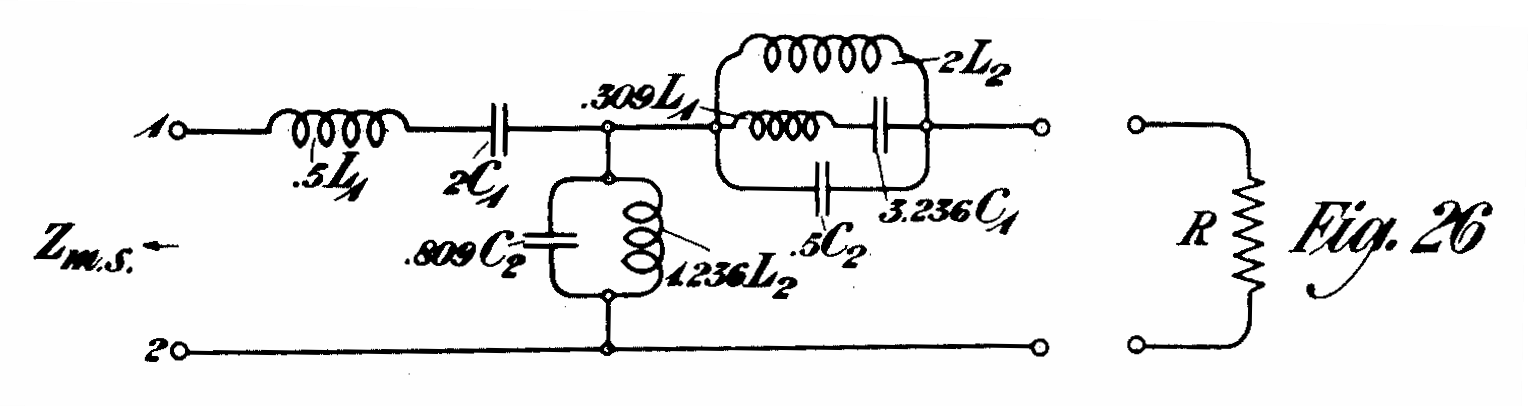
Dibujo original de Otto Zobel.

Después de que Zobel llegó al Departamento de Ingeniería de AT&T usó sus habilidades matemáticas para seguir mejorando el diseño de filtros de ondas eléctricas. Carson y Zobel desarrollaron el método matemático para analizar el comportamiento de los filtros, ahora se conoce como el método de imagen por el que la impedancia y los parámetros de transmisión de cada sección se calculan como si formara parte de una cadena infinita de secciones idénticas.

### Filtros Ola
Zobel inventó el m-derivado (o tipo-m) en la sección de filtros en el año 1920, la característica distintiva de este diseño es un polo de atenuación cerca de la frecuencia de corte del filtro. El resultado de este diseño es una respuesta del filtro que cae muy rápidamente más allá de la frecuencia de corte. Para usar la expresión de un ingeniero pintorescas muy conocido que decía "se va como el lado de una casa". Una transición rápida entre el pase de banda y el elimina banda, por supuesto, uno de los requisitos principales para abarrotar tantos canales como sea posible en un teléfono de cable.
Una desventaja de la sección tipo M fue que en las frecuencias más allá del polo de la atenuación, la respuesta del filtro comenzó a aumentar nuevamente, alcanzando un pico en algún lugar de la parada de la banda y luego volviendo a caer. Zobel superó este problema en el diseño de filtros híbridos con una mezcla de constante k y secciones tipo-m. Esto dio a Zobel las ventajas de ambas: la rápida transición de la tipo-m y una buena elimina banda para quitar la banda de la constante k.
En 1921 Zobel había perfeccionado aún más sus diseños de filtros compuestos. Ahora estaba utilizando, además de secciones tipo medio-m en los extremos de sus filtros compuestos para mejorar la impedancia del filtro a la fuente y la carga, una técnica en la que mantuvo una patente. La dificultad que él estaba tratando de superar fue que las técnicas de impedancia de imagen que se utilizaban para diseñar las secciones del filtro solo daban la respuesta matemáticamente para predecir si se dieron por concluidas en sus respectivas impedancias de la imagen. Técnicamente, esto era fácil de hacer en el filtro, ya que siempre puede ser dispuesto de modo que en las secciones adyacentes del filtro había coincidentes de impedancias de la imagen (una de las características de las secciones tipo m-es que uno u otro lado de la sección de tipo m tendrá una impedancia de imagen idéntica a la sección de constante k equivalente). Sin embargo, las impedancias de terminación son una historia diferente. Estos son normalmente requeridos para ser resistente, pero la impedancia de la imagen será compleja. Peor aún, ni siquiera es matemáticamente posible construir una impedancia de filtro de imagen a partir de componentes discretos. Eso es el resultado de la falta de concordancia con las reflexiones y un rendimiento del filtro degradado. Zobel encontró que el valor de m = 0,6 de las secciones extremas media, mientras que no es matemáticamente exacto, dio un buen partido a las terminaciones de resistencia en el paso de banda.
Alrededor de 1923, los diseños de filtros de Zobel estaban llegando a la cima de su complejidad. Ahora tenía una sección de filtro a la que se había presentado doblemente el proceso de m-derivación resultantes en las secciones de filtro que él llamó el tipo mm. Este tenía todas las ventajas del tipo m anterior, pero también más. Una transición más rápida en el tope de la banda y una impedancia constante aún más característicos de la banda de paso. Al mismo tiempo uno de los lados que coinciden en la m de viejo tipo, al igual que el tipo-m podría igualarse en el k-tipo. Debido a que actualmente hay dos parámetros arbitrarios (M y M') que el diseñador puede ajustar al filtro, al final se podría diseñar mucho mejor. Un filtro compuesto utilizando estas secciones habría sido lo mejor que se podría haber logrado en ese momento. Ellos habrían tenido inconvenientes para la implementación de la tecnología de microondas y el aumento del recuento de los componentes, especialmente los componentes de la herida, los hizo más costoso de implementar con la tecnología convencional de LC. Ciertamente, es difícil encontrar un libro de texto de cualquier período que abarcara su diseño.

### Simulación de líneas de transmisión
Zobel dirigió gran parte de su esfuerzo en la década de 1920 a la construcción de redes que podrían simular líneas de transmisión. Estas redes se obtuvieron a partir de secciones de filtros, que se habían derivado de la teoría de líneas de transmisión y los filtros fueron utilizados en las señales de línea de transmisión. A su vez, estas líneas artificiales fueron utilizados para desarrollar y probar un mejor filtro de secciones. Zobel utiliza una técnica de diseño basado en su descubrimiento teórico de que la impedancia mirando hacia el final de una cadena de filtros era prácticamente el mismo (dentro de los límites de tolerancias de los componentes), como la impedancia teórica de una cadena infinita después de que solo un pequeño número de secciones han sido añadidas a la cadena. Estas impedancias «imagen» tienen una caracterización imposible matemáticamente para ser construida simplemente por componentes discretos, y tan solo puede ser aproximada. Zobel encontró que el uso de estas impedancias construidas a partir de las cadenas de filtros pequeños como componentes en una red mayor le permitió construir simuladores realistas de líneas. Estos no eran en ningún sentido filtros destinados para practicar en el campo, sino más bien la intención era construir una buena línea de simuladores controlables sin tener el inconveniente de los kilómetros de cable con que lidiar.

### Ecualizadores
Zobel invento varios filtros cuya característica definitoria es una resistencia constante a la impedancia de entrada. La resistencia se mantuvo constante a través de la banda de paso y la banda de parada. Con estos diseños Zobel había resuelto completamente el problema de acoplamiento de la impedancia. La principal aplicación de estas secciones no ha sido tanto para filtrar las frecuencias no deseadas, el tipo-k y los filtros de tipo m-mejor no permanecieron por esto, sino más bien para cambiar la respuesta en la banda de paso a una respuesta plana.
Tal vez uno de los inventos más fascinantes de Zobel es la sección del filtro de celosía. Esta sección tiene a su vez una resistencia constante y de respuesta plana de cero atenuación en la banda, sin embargo, está compuesto de inductores y condensadores. El parámetro de la señal solo se modifica en la fase de la señal de diferentes frecuencias.

### Adaptación de impedancia
Un tema común en toda la obra Zobel es la cuestión de la adaptación de impedancia. La solución obvia para filtrar es encargarse de diseñar directamente las características de atenuación deseadas. Con el poder de la computación moderna, un método de fuerza bruta es posible y fácil, simplemente ajustando gradualmente cada componente, mientras que volver a calcular en un proceso iterativo hasta que se consiga la respuesta deseada. Sin embargo, Zobel desarrollo una línea de ataque más indirecta. Se dio cuenta muy temprano en la reflexión de que las impedancias no coinciden necesariamente, y significa una pérdida de reflejos de la señal. La mejora de la adaptación de impedancias, por el contrario, mejorar automáticamente una respuesta de los filtros del paso banda.
Esta impedancia pone en venta un enfoque que no solo ha permitido mejorar los filtros sino que las técnicas desarrolladas se podrían utilizar para construir circuitos cuyo único objetivo era igualar a dos impedancias diferentes. Zobel siguió inventando redes de impedancia que se ponían en venta a lo largo de su carrera. Durante la Segunda Guerra Mundial pasó a ser guía de filtros de ondas para el uso de la tecnología del radar desarrollado recientemente. Se hizo poco pública durante la guerra por razones obvias, pero hacia el final con los laboratorios Bell en la década de 1950, los diseños para las secciones de Zobel coincidían con la guía de ondas de diferentes tamaños físicos parecidos. Sin embargo, el circuito que se señaló todavía lleva el nombre de Zobel hoy en día. La red de resistencia constante, se puede ver como una adaptación de impedancia del circuito y sigue siendo la mejor realización de Zobel en este sentido.

## Altavoz de estabilización
El nombre de Zobel es, quizá, más conocido con respecto a la impedancia de las redes de compensación por los altavoces. Claramente, sus diseños tienen aplicaciones en este campo. Sin embargo, ninguna de las patentes de Zobel o artículos, aparecen para discutir este tema. Lo más cerca que llegamos a esto es cuando se habla de la adaptación de impedancia en un transductor, pero aquí está discutiendo un circuito para igualar un cable submarino, o en otro caso donde claramente tiene en mente el transformador híbrido que termina en una línea para entrar en un instrumento de teléfono dentro de un circuito fantasma.

## Ruido
Mientras Carson abría el camino teóricamente, Zobel estuvo involucrado en el diseño de filtros con el fin de reducir el ruido en los sistemas de transmisión.

### Fondo
A principios de la década de 1920 y hasta la década de 1930, el pensamiento sobre el ruido fue dominado por la preocupación de radio a los ingenieros de estática externa. En la terminología moderna, esto incluiría al azar (térmico y disparo) ruido, pero los conceptos son relativamente desconocido y poco entendido en aquel momento a pesar de los primeros artículos de Schottky en 1918 sobre el ruido de disparos. Para los ingenieros de radio de la época, significaba estático el generado en el exterior de interferencia. La línea de ataque contra el ruido de los ingenieros de radio incluyó el desarrollo de antenas direccionales y trasladarse a frecuencias más altas, donde no era el problema tan grave.
Para los ingenieros de teléfono, lo que se llamó entonces «el ruido fluctuante», y ahora se describe como ruido aleatorio, es decir, disparó y el ruido térmico, fue mucho más notable que con los sistemas de radio temprano. Carson amplio el concepto de ingenieros de radio de la relación señal-estática a una relación señal-ruido más general e introdujo un factor de mérito para el ruido.

### Imposibilidad de cancelación de ruido
Los ingenieros de radio preocupados por la estática y las técnicas que serán usadas para reducirla llegaron a tener la idea de que el ruido puede ser totalmente eliminado por, de alguna manera, compensar lo perfeccionarlo. La culminación de este punto de vista fue expresado en un documento de Edwin Armstrong en 1928. Esto condujo a una retorta famosa por Carson en un documento posterior, "El ruido, como los pobres, siempre estará con nosotros". Armstrong era técnicamente el mal en este intercambio, pero en 1933, irónica y paradójicamente, fue él a la hora de inventar la banda amplia de FM que mejora enormemente el rendimiento del ruido de la radio al incrementar el ancho de banda.
Carson y Zobel en 1923 habían demostrado de forma concluyente que el filtrado no puede eliminar el ruido en el mismo grado que, por ejemplo, la interferencia de otra estación podría ser eliminado. Para ello se ha analizado el ruido aleatorio en el dominio de la frecuencia y postulado que contiene todas las frecuencias en su espectro. Este fue el primer uso del análisis de Fourier para describir el ruido aleatorio y por lo que se describe en términos de una distribución de frecuencias. También publicado por primera vez en este trabajo fue el concepto de lo que ahora llamaríamos ruido blanco de banda limitada. Para Zobel esto significaba que las características del filtro de recepción era determinar por completo la figura de mérito en la presencia de ruido blanco y que el diseño del filtro fue clave para lograr el rendimiento óptimo de ruido.
Aunque esta obra de Carson y Zobel era muy temprana, no fue aceptado universalmente que el ruido podría ser analizado en el dominio de la frecuencia de esta manera. Por esta razón, el citado intercambio entre Carson y Armstrong todavía era posible años más tarde. La relación matemática precisa entre potencia de ruido y ancho de banda de ruido aleatorio fue fijada definitivamente por Harry Nyquist en 1928 dando así un límite teórico de lo que podría lograrse mediante el filtrado.
Este trabajo sobre el ruido dio el concepto, y Zobel llevó a proseguir el diseño de filtros adaptados. Este es el concepto de que el nivel de ruido del equipo es óptimo cuando el filtro se adapta perfectamente a la señal, está tratando de transmitir y es la culminación de la investigación teórica en la aplicación de eliminación de ruido mediante filtros lineales. Esto se hizo importante en el desarrollo del radar durante la Segunda Guerra Mundial en el que Zobel desempeñado un papel.

## Utilización del trabajo en la investigación genética de programación
En los trabajos de Zobel se ha encontrado recientemente una aplicación en la investigación en la programación genética. El propósito de esta investigación es tratar de demostrar que los resultados obtenidos a partir de la programación genética son comparables a los logros humanos. Dos de las medidas que se utilizan para determinar si un resultado es la programación genética humana a la competencia son:
- El resultado es una invención patentada.
- El resultado es igual o mejor que un resultado que se consideró un logro en su campo en el momento del descubrimiento.

Uno de ellos establece una tarea para un programa genético, que fue diseñar un filtro de cruce para woofer y tweeter de altavoces. El diseño de la salida es idéntica en la topología de un diseño encontrado en una patente para un filtro de Zobel que se encarga de separar la multiplexación de baja y alta frecuencia en una línea de transmisión. Este informe considera que el ser humano es comparable, no solo por la patente, sino también por las secciones de paso alto y paso bajo, fueron «descompuestos», como en el diseño de Zobel, pero no se exige específicamente en los parámetros de los programas. Sea o no que el diseño de filtros de Zobel sería bueno para un sistema de alta fidelidad eso es otra cuestión. Los diseños en realidad no se cruzan, sino más bien, existe una brecha entre las dos bandas de paso a donde la señal no se transmite a cualquier salida. Esencial para la multiplexación, pero no tan deseable para la reproducción de sonido.
En una tarde de programación genética, en un experimento se elaboró un diseño de filtros que consistía en una cadena de secciones de constante k que terminaban en un punto medio tipo-m. Esto se determinó que fue un diseño patentado por Zobel.